# Liebesfilm
Ein Liebesfilm ist ein Film, der sich in erster Linie mit der Liebe zwischen Menschen befasst und sich grob in zwei Arten unterteilen lässt. Dieromantischen Komödie, die zur Filmkomödie gezählt wird, endet positiv mit einem Happy End, während das Melodram offen oder tragisch endet (wie beispielsweise Love Story).

## Charakteristika
Der Liebesfilm ist kein konsistentes Genre mit festen Konventionen. Seine Elemente, die Darstellung amouröser zwischenmenschlicher Beziehungen, sind in der Mehrzahl aller erzählenden Filme enthalten, vom Western über Filmkomödien und Musicalfilmen bis hin zu Horrorfilmen und Thrillern. Die Motive von Lieben und Verlangen sind in den Werken aller nationalen Filmkulturen und in allen Verständnisausprägungen des Mediums vom Unterhaltungskino bis zum Autorenfilm zu finden. Ein wichtiger Gradmesser, ob ein Film als Liebesfilm zu bewerten ist, ist die jeweilige Rezeption des Werks. So gelten Filme wie Casablanca, Vom Winde verweht und Titanic hauptsächlich als Liebesfilme; die Aufnahme der Liebesgeschichte als dominantem Aspekt überdeckt die Zugehörigkeit dieser Werke zu Filmgenres wie dem Kriminalfilm, dem Historienfilm oder dem Katastrophenfilm.
Ist nun der Fokus auf die Paarbeziehung in einem Film so dominant, dass man von einem Liebesfilm sprechen kann, kann er sich im Spannungsfeld zwischen Romanze und Melodram positionieren. In der Romanze erfüllt sich der Liebeswunsch gegen alle Widerstände und führt zum Happy End. Um die Romanze nicht in die Trivialität abgleiten zu lassen und dem Vorwurf des Kitsch zu entgehen, haben diese Filme oft einen komödiantischen Tenor, etwa Rendezvous nach Ladenschluß (1940) oder Bettgeflüster (1959). Im Melodram bleibt die Liebessehnsucht unerfüllt, durch äußere oder innere Zustände wird die Erfüllung der Liebe unmöglich gemacht. Meister dieser Melodramen war Douglas Sirk mit Filmen wie In den Wind geschrieben (1956) oder Zeit zu leben und Zeit zu sterben (1958). Die meisten Liebesfilme mischen romantische und melodramatische Elemente, geben einer romantischen Liebesgeschichte etwa ein tragisches Ende (Love Story, 1970) oder statten eine vorwiegend melodramatische Geschichte auch mit romantischen Aspekten aus (Jenseits von Afrika, 1985).

## Geschichte
Seit den Anfängen der Filmgeschichte ist Liebe als Motiv im Film präsent. So sorgte William Heise bereits 1896 mit Der Kuß, der die beiden Darsteller in inniger Umarmung zeigt, für einen Skandal. Hollywoods Studiosystem nutzte Liebesgeschichten, um seine Stars zu propagieren und vermarktete über das romantische Geschehen Schauspielerinnen wie Greta Garbo (in Diensten von MGM) und Marlene Dietrich (für Paramount tätig). Diese Studios überhöhten das Spiel ihrer weiblichen Stars durch den typischen Stil in brillanten und glamourösen, hell ausgeleuchteten Bildern. Für Leinwandpaare wie Katharine Hepburn und Spencer Tracy oder Myrna Loy und William Powell wurden romantische oder tragische Liebesgeschichten geschrieben, die als Katalysator für ihre Publikumsattraktivität dienten. 
Durch die Restriktionen des Hays Code blieben die dargestellten Beziehungen im US-amerikanischen Film züchtig, Erotik und Sexualität wurden höchstens angedeutet. Nach dem Niedergang des Studiosystems wurde die Darstellung von Sexualität expliziter und die Darstellung der Liebe blieb nicht immer nur den Klischees behaftet. Topoi wie gleichgeschlechtliche (Mein wunderbarer Waschsalon, 1985), ethnische Schranken überwindende (Rat mal, wer zum Essen kommt, 1967) und generationenübergreifende Liebe (Harold und Maude, 1971) erweiterten den Themenbereich des Liebesfilms. Besonders im europäischen Film wurden einzelne vorher unbeachtete Aspekte der Liebe herausgearbeitet: der private, zuweilen selbstzerstörerische Charakter (Der letzte Tango in Paris, 1972), die Problematik von Dreiecksgeschichten (Jules und Jim, 1962) oder die Unmöglichkeit der Liebe im sozialen Umfeld (Angst essen Seele auf, 1974). 
Der moderne Hollywood-Film bindet Liebesgeschichten dramaturgisch in populäre Genres wie den Thriller oder den Science-Fiction-Film ein, bedient aber auch mit der Liebeskomödie (e-m@il für Dich, 1998) die Nachfrage nach konventionellen, ein Happy End bietenden Liebesfilmen.